# Pseudanurophorus alticola
Pseudanurophorus alticola är en urinsektsart som beskrevs av Bagnall 1949. Pseudanurophorus alticola ingår i släktet Pseudanurophorus, och familjen Isotomidae. Arten är reproducerande i Sverige.